# 이난 (미스코리아 서울)
이난(李蘭, 이란, 1985년 3월 2일 ~ )은 대한민국 2008 미스코리아 서울 미(美) 출신 여자 모델이다.

## 이력

### 주요 이력
서울에서 출생한 그녀는 2008 미스코리아 서울 미(美)에 입상하였다.

### 주요 경력
- 2008 미스코리아 서울 美

### 학력
- 성균관대학교 연기예술학과 학사(2008년 2월)

## 출연작

### TV 프로그램
- 2008년 MBC 《생방송 화제집중》 ... 리포터
- 2009년 KBS 《퀴즈 대한민국》 ... 퀴즈 도전자
- 2009년 SBS 《한밤의 TV 연예》 ... 리포터
- 2009년 OBS 《아침엔 생방송 OBS》 ... 리포터
- 2010년 CMB 《케이블 CMB 서울한강방송 열린 TV 미디어 시청자 세상》 ... 리포터
- 2011년 KTV 《국민과 함께 KTV 주말 길거리 민심》